# エコンダ族
エコンダ族（エコンダぞく、Ekonda）は、ガボンに住む部族。

## 居住地
ガボン沿岸地方の熱帯雨林に住んでいる。部族内に2万～3万のピグミーがいる。地方ごとに集落郡が地域社会を形成し、部族分節組織（部族内の異母兄弟を祖先とするなどの理由で分かれている組織）間に争いが絶えない。

## 生活
経済は農業を主体とし、キャッサバを主食とする。また漁労が重要な補助生活手段となっており、槍、罠、網、釣り糸などを用いる。
男性は狩猟、漁労に従事し、女性は作物の手入れを行っている。